# الثوباني (المخاء)
الثوباني هي إحدى قرى الجمهورية اليمنية. وهي تتبع جغرافيًا لمحافظة تعز. وإداريًا لمديرية المخاء. يبلغ تعداد سكانها 2104 نسمة حسب الإحصاء الذي جرى عام 2004.